# Tour-lanterne
 (janvier 2021).
Si vous disposez d'ouvrages ou d'articles de référence ou si vous connaissez des sites web de qualité traitant du thème abordé ici, merci de compléter l'article en donnant les références utiles à sa vérifiabilité et en les liant à la section « Notes et références ».

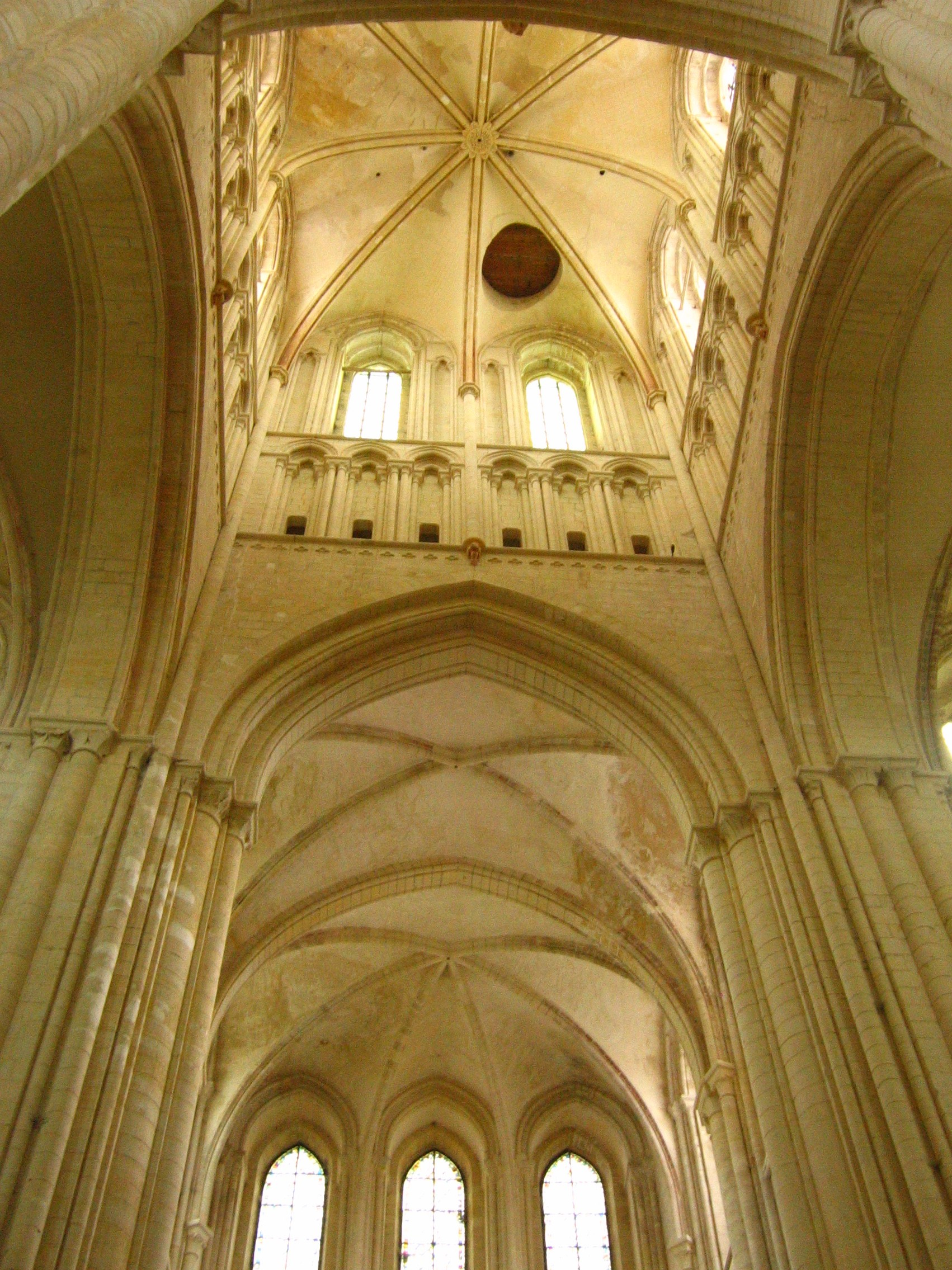
Tour-lanterne de l'église abbatiale de la Trinité de Fécamp, haute de 65 mètres.

Une tour-lanterne est une tour d'édifice majoritairement religieux, comportant des ouvertures par lesquelles la lumière peut pénétrer dans l'édifice, d'où son nom de « lanterne ».

## Tour-lanterne intégrée
La tour-lanterne intégrée au bâtiment principal s'élève généralement au-dessus de la croisée du transept. Elle comporte des ouvertures par lesquelles la lumière naturelle éclaire la croisée et dans une moindre mesure le chœur adjacent.
La tour-lanterne est la caractéristique des grandes églises de l'époque de l'architecture romane, et également de la période de l'architecture gothique en France (en particulier en Normandie) et en Angleterre.
On trouve ailleurs en Europe des édifices gothiques dotés d'une tour-lanterne, bien que de façon plus rare. C'est le cas, par exemple, de la cathédrale de Lausanne ou de celle de Burgos.
La tour-lanterne peut être recouverte d'un dôme, d'un toit en charpente ou d'une flèche.
Une tour élevée sur la croisée du transept ou une tour centrale ne fait pas nécessairement lanterne. En effet, elle est parfois séparée de la croisée par une voûte. C'est le cas pour la cathédrale de Bayeux, Notre-Dame du Kreisker et l'abbatiale Saint-Ouen de Rouen par exemple. En outre, elle peut faire office de clocher.
On trouve également quelques exemples de tour-lanterne à l'époque moderne, et notamment dans l'architecture profane. C'est le cas de la tour-lanterne du château de Chambord, destinée à éclairer le fameux escalier à double révolution.
L'église Saint-Joseph du Havre est sans doute l'un des exemples les plus récents d'une tour-lanterne éclairant un édifice religieux.

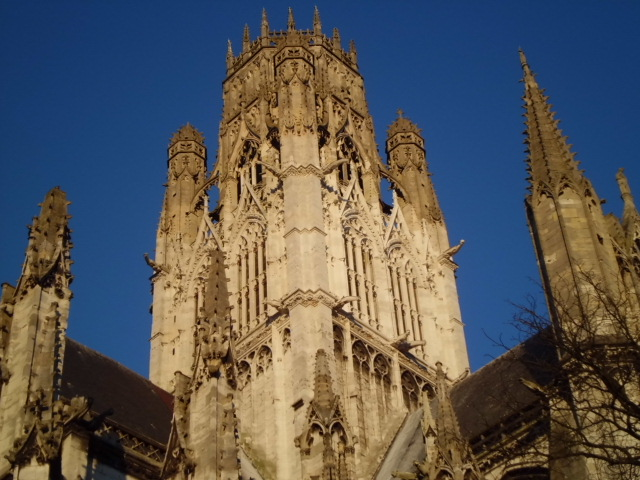
Tour-clocher « couronnée » de l'abbatiale Saint-Ouen de Rouen.
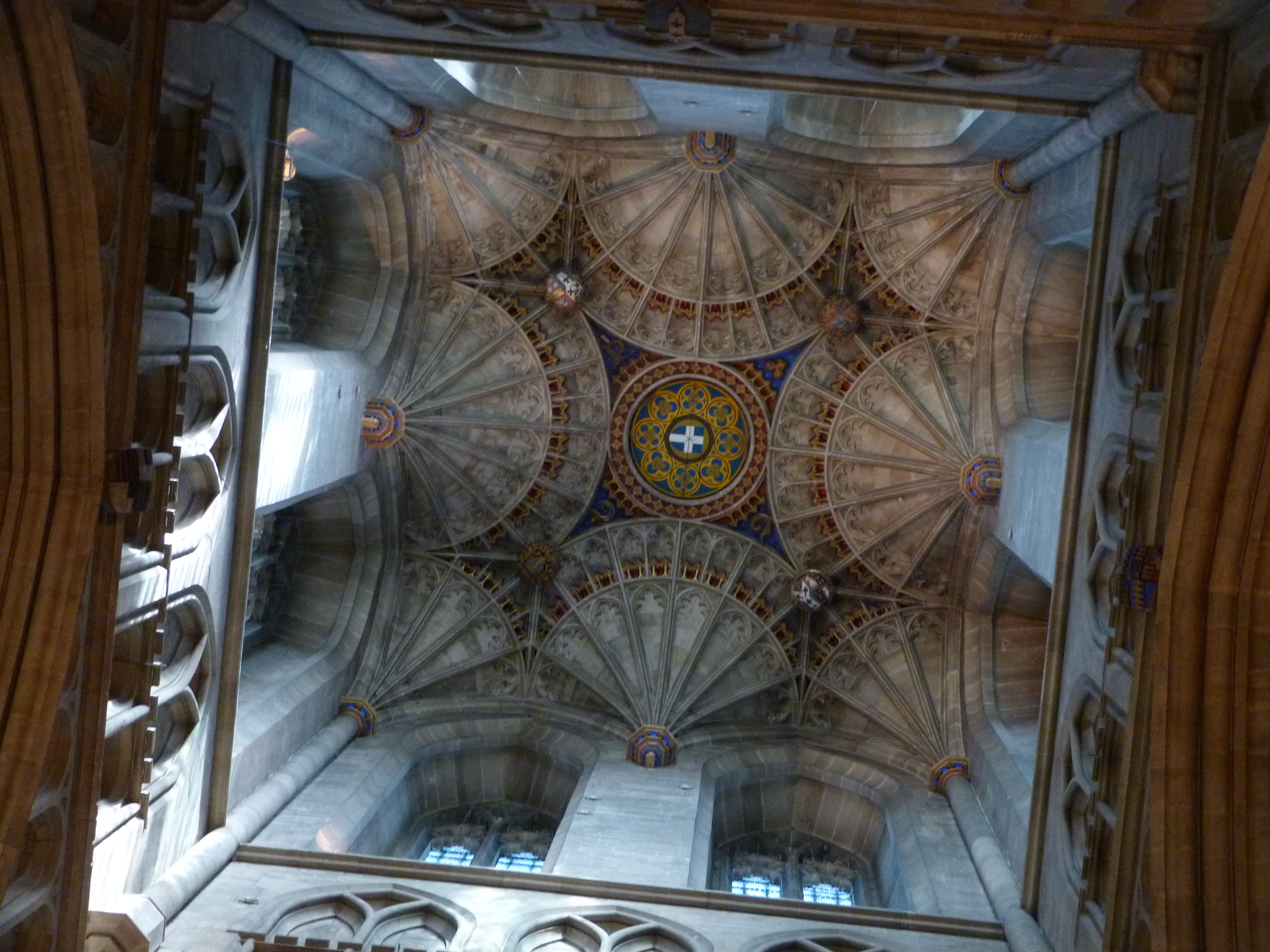
Voûtes en éventails de la tour de la cathédrale de Canterbury.
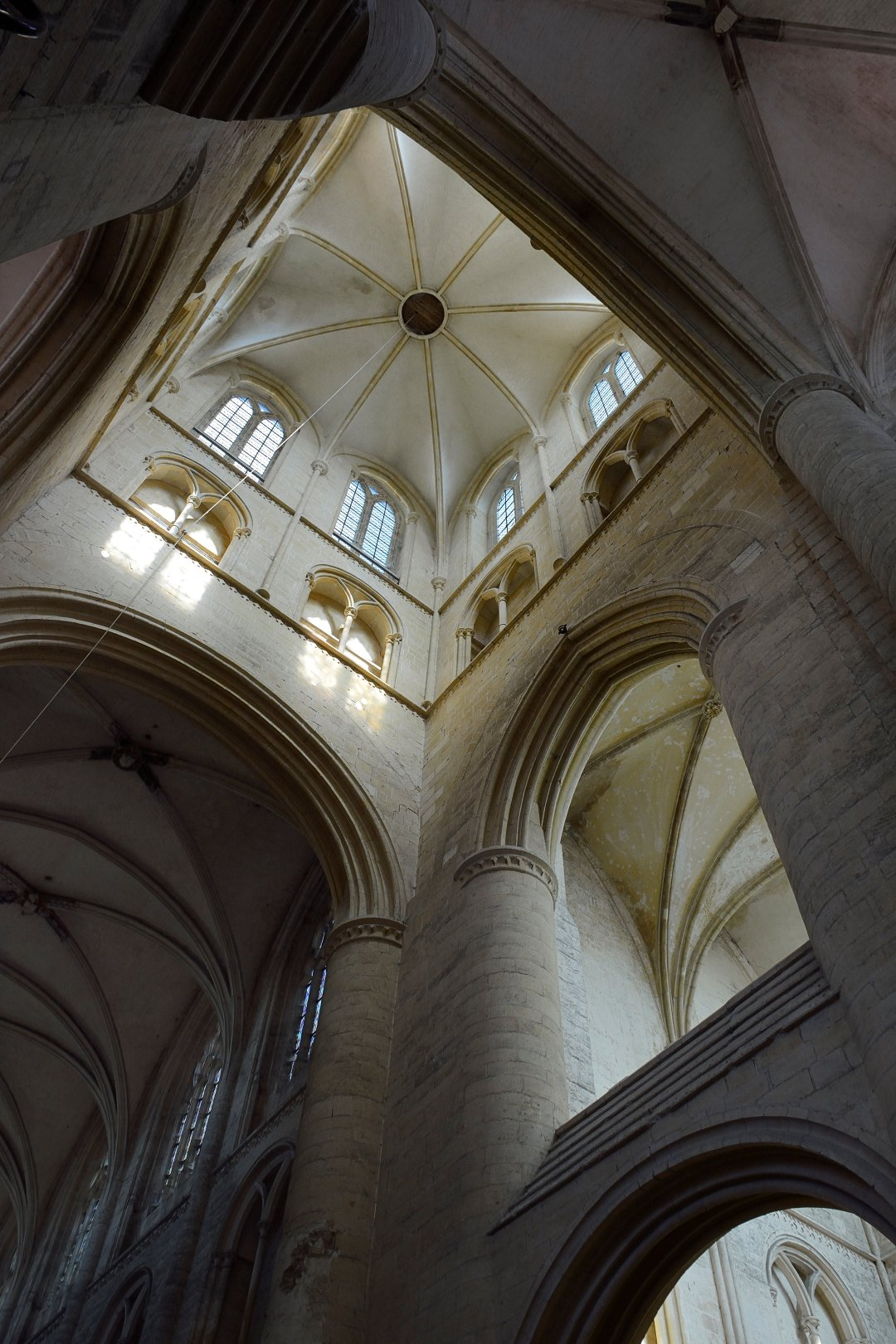
Tour-lanterne de l'abbatiale de Saint-Pierre-sur-Dives.

## Tour-lanterne isolée
Le terme de « tour-lanterne » peut aussi s'appliquer, en architecture contemporaine, à des constructions destinées non plus à éclairer l'intérieur, mais à servir de fanal pour l'extérieur.
C'est le cas notamment pour la basilique du Sacré-Cœur de Montmartre (bien que le terme de campanile soit plus fréquemment employé) ou pour la nécropole nationale de Notre-Dame-de-Lorette. Dans ce dernier cas, il s'agit plutôt d'une lanterne des morts.

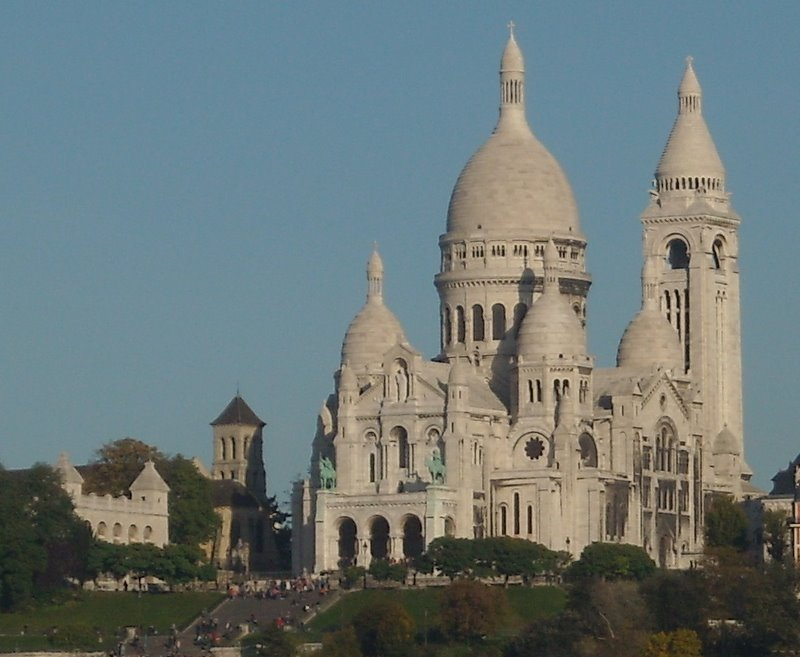
Tour-lanterne isolée, à droite du Sacré-Cœur de Montmartre.
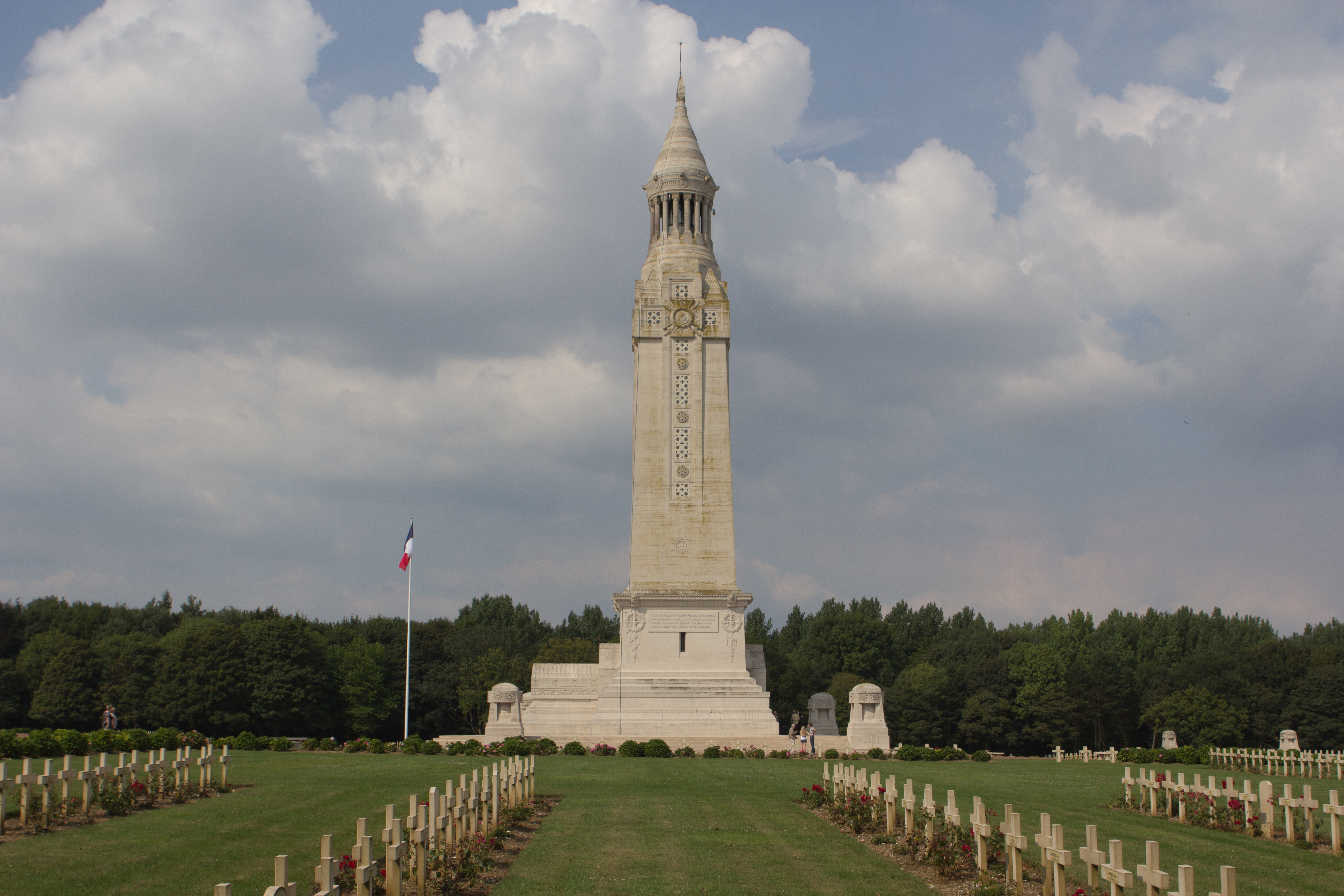
Tour-lanterne isolée de la nécropole de Notre-Dame-de-Lorette.

## Exemples de tours lanternes remarquables

### Époque romane
- Abbatiale Saint-Étienne de Caen
- Abbaye de Saint-Pierre-sur-Dives
- Église Saint-Jean de Caen (inachevée)
- Abbaye Saint-Sauveur de Charroux
(unique vestige de l'abbatiale)
- Église Saint-Paul de Lyon
- Abbaye Saint-Georges de Boscherville
- Abbaye de Jumièges
- Collégiale Saint-Vincent de Soignies
- Cathédrale Notre-Dame de Tournai
- Vieille cathédrale de Salamanque

### Époque gothique
- Cathédrale Saint-Pierre de Beauvais
(achevée en 1569, la tour s'écroula en 1573)
- Église Notre-Dame de Dijon
- Cathédrale Notre-Dame de Laon
- Cathédrale de Rouen
- Église Saint-Maclou de Rouen
- Église Saint-Vincent de Rouen
(l'église a été détruite en 1944)
- Cathédrale d'Évreux
- Cathédrale Saint-Pierre de Lisieux
- Cathédrale de Coutances (le Plomb)
- Abbaye de la Trinité de Fécamp
- Église abbatiale Saint-Yved de Braine
- Cathédrale de Lausanne
- Cathédrale de Norwich
- Cathédrale de Canterbury
- Cathédrale d'York
- Cathédrale de Salisbury
- Cathédrale Saint-Jean de Bois-le-Duc
- Cathédrale de Nidaros à Trondheim (octogone, chapelle axiale de l'édifice)
- Cathédrale Sainte-Croix de Barcelone
- Cathédrale Sainte-Marie de Burgos
- Cathédrale Saint-Sauveur de Saragosse

### Époque moderne
- Château de Chambord

### Époque contemporaine
- Basilique du Sacré-Cœur de Montmartre
- Basilique Sainte-Thérèse de Lisieux
- Nécropole nationale de Notre-Dame-de-Lorette
- Église Saint-Joseph du Havre